# I Love to Love
I Love to Love è un singolo del gruppo musicale tedesco La Bouche, pubblicato il 27 novembre 1995 come quarto estratto dal primo album in studio Sweet Dreams.

## Tracce
CD single
1. I Love to Love (radio mix) – 3:58
2. I Love to Love (radio mix II) – 3:59

CD maxi
1. I Love to Love (radio mix) – 3:58
2. I Love to Love (club mix) – 5:58
3. I Love to Love (Doug Laurent mix) – 5:41
4. Forget Me Nots (club mix) – 5:20

7" maxi
Lato A:
1. I Love to Love (club mix) – 5:54
2. I Love to Love (Doug Laurent mix) – 5:41

Lato B:
1. Forget Me Nots – 6:05
2. I Love to Love – 6:08

## Classifiche
| Classifiche (1995-1996)     | Posizione raggiunta |
| --------------------------- | ------------------- |
| Classifica australiana ARIA | 6                   |
| Classifica austriaca        | 19                  |
| Classifica belga (Fiandre)  | 21                  |
| Classifica dei Paesi Bassi  | 30                  |
| Classifica finlandese       | 18                  |
| Classifica francese SNEP    | 27                  |
| Classifica tedesca          | 21                  |
| Classifica svedese          | 42                  |